# Andrea Milz

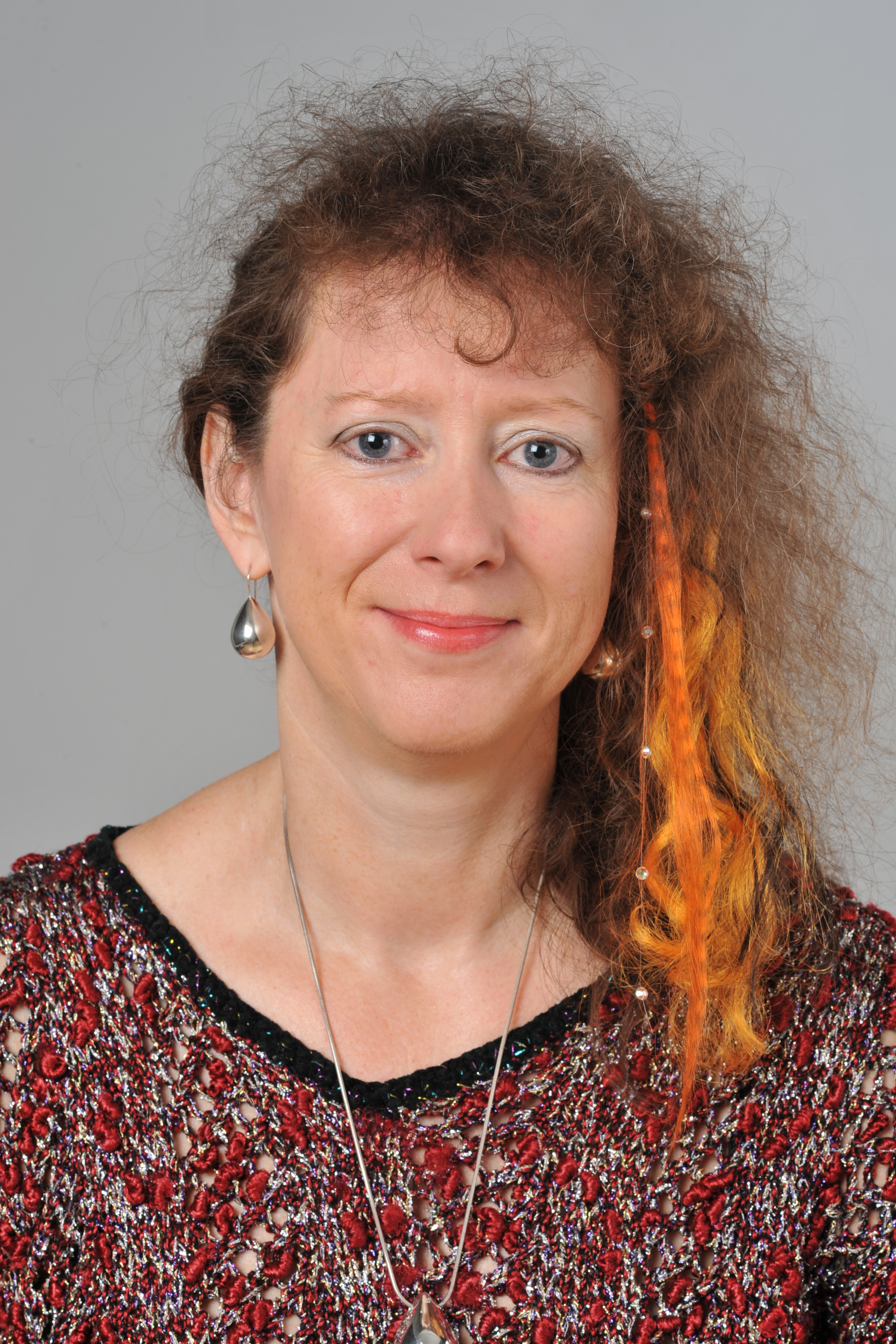
Andrea Milz (2013)

Andrea Milz (* 11. April 1963 in Bad Godesberg) ist eine deutsche Politikerin (CDU) und seit 2017 Staatssekretärin für Sport und Ehrenamt in der Düsseldorfer Staatskanzlei.

## Leben
Milz beendete die Schule 1979 mit der Mittleren Reife und besuchte anschließend die höhere Handelsschule für Fremdsprachenkorrespondenten. Im Jahr 1981 machte sie ihren Abschluss als Fremdsprachenkorrespondentin. Von 1981 bis 1990 war sie zunächst als Sekretärin, dann Chefsekretärin in der CDU-Bundesgeschäftsstelle beschäftigt. Von 1990 bis 1995 war sie als Sachbearbeiterin und im Bereich der Dokumentation in der Pressestelle des Bundesministeriums für Post und Telekommunikation tätig. Danach war sie bis 2000 bei der Deutschen Post AG in der Abteilung Politik Sachbearbeiterin, später Referentin und zuletzt kommissarische Abteilungsleiterin.
Milz war von 2003 bis 2019 Vorsitzende des Kreisverbandes Bonn-Rhein-Sieg der Schutzgemeinschaft Deutscher Wald, ihr Nachfolger wurde der Landtagsabgeordnete Björn Franken. Zusätzlich arbeitet sie als Trainerin für Rehabilitationssport, Zumba Fitness, Indoor-Cycling und Hot Iron. Sie ist Schachspielerin und nahm an Mannschaftswettkämpfen in der nordrhein-westfälischen Verbandsliga teil.

## Politik

### Partei und Lokalpolitik
Milz ist seit 1981 Mitglied der CDU. Von 1985 bis 1995 war sie Pressesprecherin und von 2003 bis 2013 Vorsitzende des CDU-Stadtverbandes Königswinter. Von 1989 bis 2004 war sie Mitglied des Stadtrates von Königswinter, wo sie von 1994 bis 1999 stellvertretende Fraktionsvorsitzende war. Von 1996 bis 2006 war sie Vorsitzende der kommunalpolitischen Vereinigung der CDU im Rhein-Sieg-Kreis.

### Landtag von Nordrhein-Westfalen
Seit dem 2. Juni 2000 war sie Abgeordnete des Landtags von Nordrhein-Westfalen, wo sie von 2000 bis 2010 als ordentliches Mitglied dem Ausschuss für Wirtschaft, Mittelstand und Energie angehörte. Von 2005 bis 2010 war sie Vorsitzende des Ausschusses für Generationen, Familie, Integrationen, danach ordentliches Mitglied des Ausschusses für Kinder, Jugend und Familie sowie des Integrationsausschusses. Milz konnte ihren Wahlkreis stets direkt gewinnen. Von 2010 bis zum 14. März 2012 und seit dem 3. Juli 2012 war sie stellvertretende Vorsitzende der CDU-Landtagsfraktion NRW. Am 29. Juni 2017 gab sie wegen ihres Regierungsamtes ihr Landtagsmandat zurück.

### Staatssekretärin in der Staatskanzlei Nordrhein-Westfalen

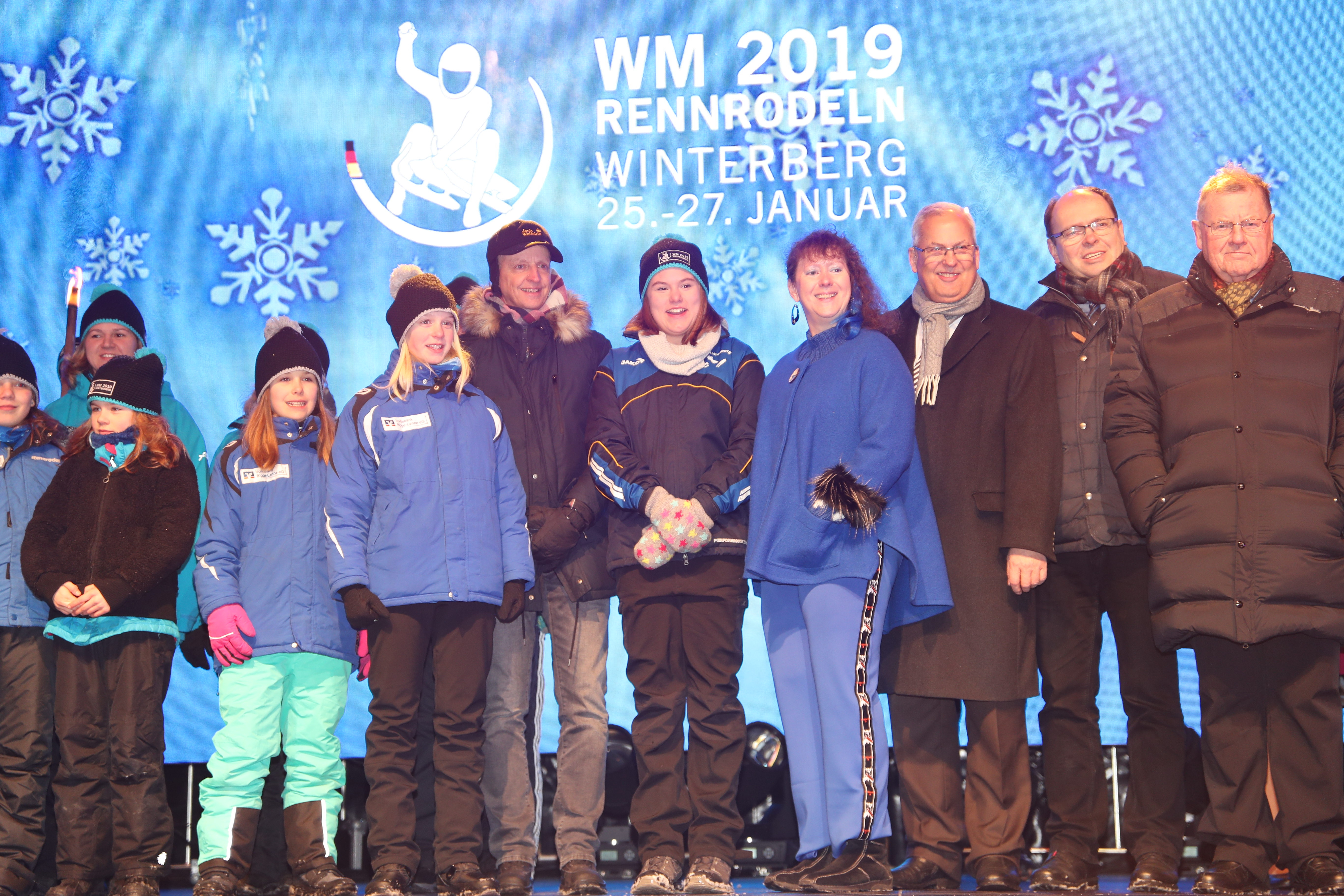
Andrea Milz bei der Eröffnungsfeier der Rennrodel-Weltmeisterschaften 2019 in Winterberg

Am 30. Juni 2017 gab der neu gewählte Ministerpräsident von Nordrhein-Westfalen Armin Laschet die Zusammensetzung seines neuen Kabinetts bekannt. Dabei betraute er Andrea Milz mit der neu geschaffenen Aufgabe der Staatssekretärin für Sport und Ehrenamt in der nordrhein-westfälischen Staatskanzlei. Sie behielt ihre Position auch in den Kabinetten Wüst I und Wüst II.